# Chevon Troutman
Chevon Troutman (* 25. November 1981 in Williamsport, Pennsylvania) ist ein ehemaliger US-amerikanischer Basketballspieler.

## Werdegang
Der 2,02 m große und 109 kg schwere Troutman war von 2001 bis 2005 Student an der University of Pittsburgh und spielte für deren Basketballmannschaft in der US-amerikanischen College-Liga NCAA. Nach einem kurzen Gastspiel in der Dominikanischen Republik ging er nach Europa und spielte unter anderem für Basket Livorno, ASVEL Villeurbanne und Scandone Avellino. Mit ASVEL wurde er 2008 französischer Pokalsieger und 2009 französischer Meister. Von 2011 bis 2014 stand Troutman beim deutschen Bundesligisten FC Bayern München unter Vertrag, mit dem er in der Saison 2013/14 Deutscher Meister wurde. Troutman bestritt 108 Bundesliga-Spiele, in denen er eine Gesamtzahl von 1159 Punkten erzielte.
Am 17. Juli 2014 unterschrieb er einen Zweijahresvertrag beim polnischen Vizemeister Stelmet Zielona Góra. Mit der Mannschaft errang er den polnischen Meistertitel. 2015 verließ er den Verein jedoch vorzeitig und wechselte nach Frankreich zu Orléans Loiret Basket. Seine letzte Mannschaft im Profibereich war ab 2016 der Club de Regatas Corrientes in Argentinien.
2018 beendete er nach 13 Jahren als Berufsbasketballspieler seine Laufbahn und machte sich als Basketballtrainer selbständig, indem er in Pittsburgh Trainingsstunden für Jugendliche und Erwachsene anbot.